# 요시노가와시
요시노가와시(일본어: 吉野川市)는 일본 도쿠시마현 북동부에 있는 시이다.

## 지리
도쿠시마현을 대체로 동서로 흐르는 요시노강의 거의 남안에 위치하고 도쿠시마시 방면에서 시코쿠를 횡단하는 간선도로(국도 192호선)가 지난다.

## 인접하는 자치체
- 미마시
- 아와시
- 이타노군 가미이타정
- 묘자이군 가미야마정, 이시이정

## 역사
- 2004년 10월 1일 - 가모지마정·가와시마정·야마카와정·미사토촌이 합병해 요시노카와시가 되었다.

## 교통

### 철도
- 시코쿠 여객철도 도쿠시마선

### 도로
- 국도 제192호선
- 국도 제193호선
- 국도 제318호선

## 출신 인물
- 이즈쓰 아키오 - 뮤지션, 작곡가

## 인구
| 연도 | 인구   | ±%     |
| ---- | ------ | ------ |
| 1960 | 51,640 | —      |
| 1970 | 46,256 | −10.4% |
| 1980 | 48,766 | +5.4%  |
| 1990 | 48,938 | +0.4%  |
| 2000 | 46,974 | −4.0%  |
| 2010 | 44,034 | −6.3%  |